# Porta di Costantinopoli
La Porta di Costantinopoli era un ingresso monumentale di Napoli. 

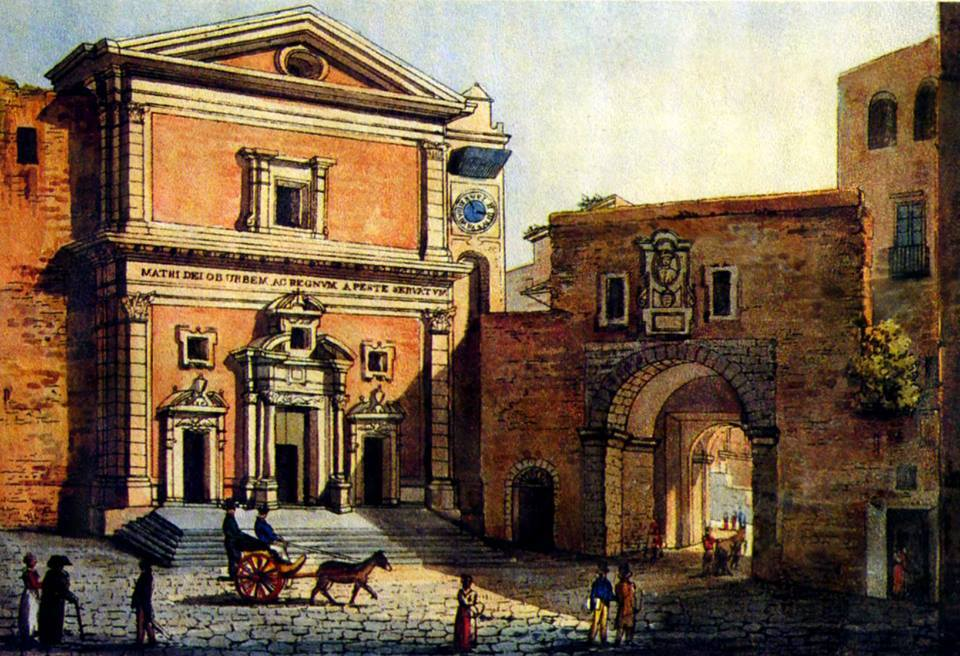
Porta Costantinopoli (vista dall'interno)

## Storia
Inizialmente la porta, eretta alla fine del X secolo, era in linea col Monastero dei Celestini, l'attuale conservatorio di San Pietro a Majella in luogo della vecchia porta Puteolana nei pressi della chiesa della Croce di Lucca.
A causa del prestigio conferito al quartiere, alcune famiglie nobiliari vennero a prendere domicilio nel quartiere tanto che una di queste, quella del Duca d'Orso, fu celebre per aver dato il proprio soprannome alla porta che fu denominata porta Donnorso oppure Orsitana.
Al tempo di Carlo II d'Angiò la porta fu spostata all'altezza di via della Sapienza e rinominata porta di Sant Antonello, mentre durante il viceregno spagnolo fu risistemata in linea d'aria con la porta San Gennaro, all'inizio di Via Costantinopoli dalla quale assunse il titolo definitivo. In seguito alla demolizione avvenuta nel 1852 fu posta una lapide (oggi perduta) in ricordo del magnifico portale che recita il seguente testo:
Si è appurato da documenti del Consiglio Edilizio che la demolizione avvenne l'anno successivo, nel 1853.